# Eugênio Sales
Eugênio de Araújo Sales (1920–2012) là một Hồng y người Brazil của Giáo hội Công giáo Rôma. Ông từng đảm nhận vai trò Hồng y Đẳng Linh mục Nhà thờ S. Gregorio VII, Tổng giám mục đô thành Tổng giáo phận São Sebastião do Rio de Janeiro và Thường vụ Đại diện Giáo hội Công giáo Đông Phương tại Brazil trong suốt 30 năm, từ năm 1971 đến năm 2000. Ngoài ra, ông từng đảm nhận vai trò Hồng y trưởng Đẳng linh mục, từ năm 2009 đến năm 2012.
Vốn là một giáo sĩ trong vai trò lãnh đạo giáo hội địa phương, ông từng đảm trách nhiều vai trò khác nhau trước khi tiến đến trở thành Tổng giám mục đô thành São Sebastião do Rio de Janeiro, như: giám mục phụ tá Tổng giáo phận Natal (1964–1968), Giám quản Tông Tòa Tổng giáo phận Natal (1961/1962–1965), Giám quản Tông Tòa Tổng giáo phận São Salvador da Bahia (1964–1968), Tổng giám mục đô thành Tổng giáo phận São Salvador da Bahia (1968–1971). Ông được vinh thăng Hồng y ngày 28 tháng 4 năm 1969, bởi Giáo hoàng Phaolô VI.

## Tiểu sử
Hồng y Eugênio de Araújo Sales sinh ngày 8 tháng 11 năm 1920 tại Acarì, Brazil. Sau quá trình tu học dài hạn tại các cơ sở chủng viện theo quy định của Giáo luật, ngày 21 tháng 11 năm 1943, Phó tế Sales, 23 tuổi, tiến đến việc được truyền chức linh mục. Cử hành nghi thức truyền chức cho tân linh mục là giám mục Marcolino Esmeraldo de Souza Dantas, giám mục chính tòa Giáo phận Natal. Tân linh mục đồng thời cũng là thành viên linh mục đoàn Giáo phận Natal.
Sau 11 năm thi hành các công việc mục vụ với thẩm quyền và cương vị của một linh mục, ngày 1 tháng 6 năm 1954, Tòa Thánh loan tin Giáo hoàng đã quyết định tuyển chọn linh mục Eugênio de Araújo Sales, chỉ mới 34 tuổi, gia nhập Giám mục đoàn Công giáo Hoàn vũ, với vị trí được bổ nhiệm là giám mục phụ tá Tổng giáo phận Natal, danh nghĩa Giám mục Hiệu tòa Thibica. Lễ tấn phong cho vị giám mục tân cử được tổ chức sau đó vào ngày 15 tháng 8 cùng năm, với phần nghi thức chính yếu được cử hành cách trọng thể bởi 3 giáo sĩ cấp cao, gồm chủ phong là Tổng giám mục José de Medeiros Delgado, Tổng giám mục đô thành Tổng giáo phận São Luís do Maranhão; hai vị giáo sĩ còn lại, với vai trò phụ phong, gồm có giám mục Elizeu Simões Mendes, giám mục chính tòa Giáo phận Mossoró, Rio Grande do Norte và Giám mục José Adelino Dantas, giám mục chính tòa Giáo phận Caicó, Rio Grande do Norte. Tân giám mục chọn cho mình châm ngôn:IMPENDAM ET SUPERIMPENDAR.
Giám mục Sales tuy giữ vai trò Giám mục phụ tá Tổng giáo phận São Sebastião do Rio de Janeiro, nhưng ông vẫn kiêm nhiệm nhiều vai trò quan trọng khác nhau tại quốc gia này, điển hình, từ ngày 9 tháng 1 năm 1962, ông được Tòa Thánh chọn làm Giám quản Tông Tòa Tổng giáo phận Natal, sau đó hơn 2 năm, từ ngày 9 tháng 7 năm 1964, ông được chọn kiêm nhiệm thêm vai trò Giám quản Tông Tòa Tổng giáo phận São Salvador da Bahia.
Sau 14 năm giữ chức giám mục phụ tá, cùng nhiều vai trò Giám quản các Tổng giáo phận lớn, Giám mục Sales được Tòa Thánh thăng Tổng giám mục, qua việc bổ nhiệm giám mục này làm Tổng giám mục đô thành Tổng giáo phận São Salvador da Bahia. Thông báo về việc bổ nhiệm này được công bố cách rộng rãi vào ngày 29 tháng 10 năm 1968.
Bằng việc tổ chức công nghị Hồng y năm 1969 được cử hành chính thức vào ngày 28 tháng 4, Giáo hoàng Phaolô VI đưa ra quyết định vinh thăng Tổng giám mục Eugênio de Araújo Sales tước vị danh dự của Giáo hội Công giáo, Hồng y. Tân Hồng y thuộc Đẳng Hồng y Linh mục và Nhà thờ Hiệu tòa được chỉ định là Nhà thờ S. Gregorio VII.
Hơn hai năm sau khi được vinh thăng Hồng y, Tòa Thánh quyết định thuyên chuyển Hồng y Sales đến nhiệm sở mới, cụ thể là Tổng giáo phận São Sebastião do Rio de Janeiro, với vị trí tương đương tại nhiệm sở cũ, Tổng giám mục đô thành. Thông báo về việc bổ nhiệm này được công bố cách rộng rãi vào ngày 13 tháng 3 năm 1971. Từ ngày 22 tháng 7 năm 1972, ông kiêm thêm chức vụ Đại diện Giáo hội Công giáo Đông Phương tại Brazil.
Ngày 15 tháng 7 năm 2001, Tòa Thánh chấp thuận đơn hồi hưu của ông, vì lý do tuổi tác, theo Giáo luật. Riêng chức vụ Thường vụ Giáo hội Công giáo Đông phương tại Brazil, ông giữ đến ngày 3 tháng 10 cùng năm.
Ông qua đời ngày 9 tháng 7 năm 2012, thọ 92 tuổi.